# Mauretanisch-portugiesische Beziehungen
Die mauretanisch-portugiesischen Beziehungen beschreiben das zwischenstaatliche Verhältnis zwischen Mauretanien und Portugal. Die Länder unterhalten seit 1975 direkte diplomatische Beziehungen.
Die heutigen Beziehungen sind vergleichsweise schwach ausgeprägt, zu erwähnen ist die Zusammenarbeit im 5+5-Dialog. Historisch ist die portugiesische Präsenz nach der Ankunft der Portugiesischen Seefahrer Mitte des 15. Jahrhunderts zu nennen, die hier auf ihrem späteren Seeweg nach Indien Stützpunkte errichteten, insbesondere auf Arguin, und damit die Kolonialgeschichte der Sahara-Westküste einleiteten.
Im Jahr 2014 waren fünf portugiesische Bürger konsularisch in Mauretanien gemeldet. Im Jahr 2016 waren 25 Staatsbürger Mauretaniens in Portugal gemeldet.

## Geschichte

Nuno Tristão auf einer alten Escudos-Banknote aus Portugiesisch-Guinea

Der Landesname Mauretaniens geht auf den saharischen Stamm der Mauren zurück. Die nach dem 7. Jahrhundert islamisierten Mauren gründeten zu Beginn des 11. Jahrhunderts das Almoraviden-Reich, das sich im 11. und 12. Jahrhundert bis über die Iberische Halbinsel erstreckte und damit auch das heutige Portugal beherrschte.
Im 15. Jahrhundert begann die Portugiesische Expansion entlang der afrikanischen Küste. 1441 umsegelte der portugiesische Seefahrer Nuno Tristão dabei das Cabo Branco vor der Küste Mauretaniens, das bis dahin als unpassierbar galt. Auf der unterhalb des Kap gelegenen Insel Arguin gründeten die Portugiesen 1445 einen Handelsstützpunkt, von dem aus sie ihren Afrikahandel aufbauten. Zwischen 1455 und 1461 errichteten sie in Arguin ein steinernes Fort, die erste einer Vielzahl Festungen Portugals in Afrika.
Für ihre Handelsroute in das Landesinnere errichteten die Portugiesen danach mehrere Handelsposten, insbesondere in Ouadane ab 1487. Mit dem Rückgang des portugiesischen Handels hier im 16. Jahrhundert wurden die Handelsposten aufgegeben oder erobert.

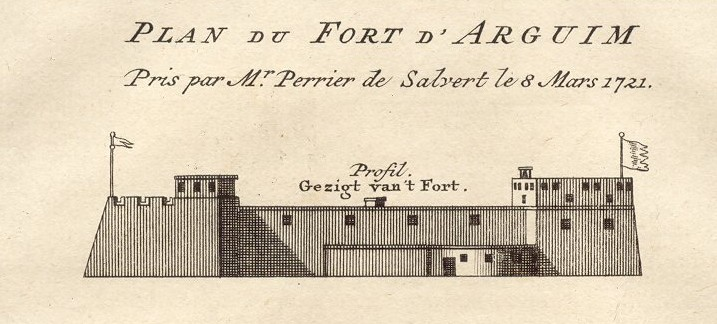
Das Fort von Arguin, Zeichnung von 1721

1633 endete schließlich die portugiesische Herrschaft auf Arguin, mit der Eroberung des Forts durch die Holländer. Die Insel blieb aber auch danach noch Anlaufpunkt für Seefahrer aus Portugal, insbesondere von der Insel Madeira.
Das schlecht zugängliche Mauretanien bot danach kaum Anreize für die europäischen Kolonialmächte. Im Verlauf des „Wettlaufs um Afrika“ war Frankreich dann Kolonialmacht der umliegenden Gebiete geworden und unterwarf Ende des 19. Jahrhunderts schließlich auch Mauretanien. Es blieb französisch, bis es 1960 seine Unabhängigkeit erlangte.
Mit der kolonialen Salazar-Diktatur in Portugal entwickelten sich danach keine offiziellen Beziehungen. Erst nach der Nelkenrevolution 1974 und dem folgenden Ende des portugiesischen Estado Novo-Regimes änderten sich die Voraussetzungen: die neue portugiesische Regierung beendete die Kolonialkriege, entließ seine bisherigen Kolonien 1975 in die Unabhängigkeit und richtete seine internationalen Beziehungen neu aus.
Am 3. März 1975 gingen Mauretanien und Portugal diplomatische Beziehungen ein. Am 27. Januar 1976 akkreditierte sich João de Sá Coutinho Sotto Maior, der portugiesische Botschafter in Guinea-Bissau,  als erster Botschafter Portugals in Mauretanien. 
Danach entwickelten sich keine intensiveren Kontakte, auch richteten die Länder keine gegenseitigen Botschaften ein.

## Diplomatie
Portugal unterhält keine eigene Botschaft in Mauretanien, das Land gehört zum Amtsbezirk der portugiesischen Botschaft in der senegalesischen Hauptstadt Dakar. In der mauretanischen Hauptstadt Nouakchott ist ein Honorarkonsulat Portugals eingerichtet.
Mauretanien führt ebenfalls keine eigene Botschaft in Portugal, seine Vertretung in Paris ist für Portugal zuständig. In der portugiesischen Hauptstadt Lissabon besteht ein mauretanisches Honorarkonsulat.

## Wirtschaft

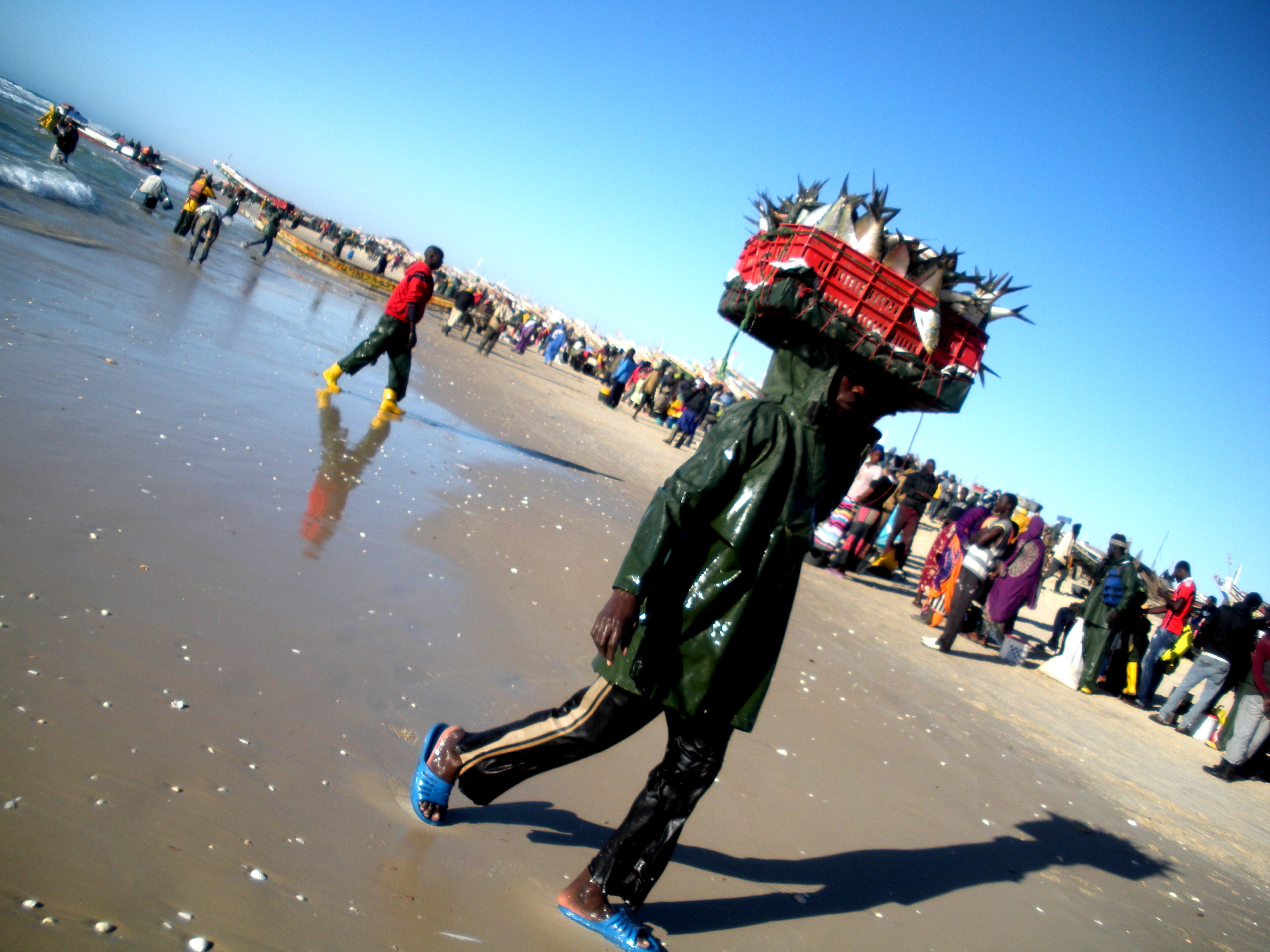
Fischer in Nouakchott: Meeresfrüchte und Fisch sind die wichtigsten Exporte Mauretaniens nach Portugal, das Medikamente, Gasöl, Zement u. a. nach Mauretanien exportiert

Die portugiesische Außenhandelskammer AICEP unterhält keine Niederlassung in Mauretanien, zuständig ist das AICEP-Büro in der senegalesischen Hauptstadt Dakar.
Im Jahr 2016 exportierte Portugal Waren im Wert von 9,103 Mio. Euro nach Mauretanien (2015: 9,377 Mio.; 2014: 20,876 Mio.; 2013: 26,366 Mio.; 2012: 29,496 Mio.), davon 23,5 % Maschinen und Geräte, 15,5 % chemisch-pharmazeutische Produkte, 13,3 % Metallwaren, 13,3 % Minerale und Erze, 13,1 % Treibstoffe und 5,8 % Lebensmittel.
Im gleichen Zeitraum lieferte Mauretanien Waren im Wert von 6,114 Mio. Euro an Portugal (2015: 8,172 Mio.; 2014: 19,911 Mio.; 2013: 7,615 Mio.; 2012: 15,433 Mio.), davon 83,1 % Muscheln und andere Weichtiere, 11,2 % Krustentiere und 5,7 % Fisch (gefroren und Konserven).
Damit stand Mauretanien für den portugiesischen Außenhandel 2016 an 104. Stelle als Abnehmer und an 106. Stelle als Lieferant, im mauretanischen Außenhandel rangierte Portugal 2015 an 12. Stelle als Abnehmer und an 44. Stelle als Lieferant.